# Saladin
Saladin (kurdisk: سەلاحەدینی ئەییووبی, Selahaddîn Eyûbî; arabisk: Salah ad-Din Yusuf Ibn Ayyub, صلاح الدين يوسف ابن ايوب; Salah ad-Din; fulde navn: al-Malik al-Nasir Salah al-Din Abu al-Muzaffer Yusuf ibn Ayyub ibn Shadi; født 1137 eller 1138, død 4. marts 1193) var en kurdisk muslimsk hærfører, der blev sultan i Egypten og Syrien og grundlagde Ayyubide-dynastiet. Han spillede en hovedrolle som leder af den muslimske modstand mod korsfarerne i Mellemøsten og generobrede Jerusalem i 1187. På sit højdepunkt omfattede hans sultanat Egypten, Syrien, Mesopotamien, Hijaz, Yemen og andre dele af Nordafrika. 
Saladin har fået et meget positivt eftermæle i både den kristne og muslimske verden som en person, der er kendt for sin ridderlighed og barmhjertighed.

## Levnedsløb
Saladin blev født i Tikrit i dagens Irak. Hans slægt var kurdisk, og hans onkel Shirkuh var en af Aleppos atabeg Nur ad-Dins generaler. Som ung mand blev Saladin i 1163 sendt til Egypten, der på det tidspunkt blev regeret af Fatimide-kalifatet, af sin lensherre Nur ad-Din. I Egypten steg han i graderne som følge af sin militære succes i kampen mod korsfarerne og sit nære forhold til kalif al-Adid. Da Saladins onkel døde i 1169, udråbte al-Adid den sunnimuslimske Saladin til vesir, hvilket var en sjældenhed i det shiitiske kalifat. Efter al-Adids død i 1171 overtog Saladin magten i Egypten, hvorfra han ledte ekspeditioner mod korsfarerne i Palæstina og iværksatte erobringen af Yemen.
Kort efter Nur ad-Dins død i 1174 førte Saladin personligt an i erobringen af Syrien, hvor han holdt et fredeligt indtog i Damaskus. Ved midten af 1175 havde Saladin erobret Hama og Homs og dermed påkaldt sig fjendskab fra sine tidligere overherrer fra Zengid-dynastiet. Han besejrede kort efter Zengidernes hær i et slag og blev derpå udråbt til sultan af Egypten og Syrien af abbaside-kaliffen al-Mustadi. Han fortsatte med nye erobringer i det nordlige Syrien og slap levende fra to attentater på sit liv af assasinerne, før han vendte tilbage til Egypten i 1177 for at tage sig af affærer der. I 1182 fuldendte han erobringen af Syrien ved at indtage Aleppo, men mislykkedes i at erobre Zengidernes tilholdssted Mosul.
Under Saladins personlige lederskab besejrede Ajjubidernes hær korsfarerne ved det afgørende slag ved Hattin i 1187, hvilket førte til den muslimske generobring af Palæstina fra korsfarerne, der havde erobret området 88 år tidligere. Selvom korsfarerriget Kongeriget Jerusalem fortsatte med at eksistere i endnu en periode, markerede dets nederlag ved Hattin et vendepunkt i konflikten mellem korsfarerne og muslimerne. 
Saladin er blevet en prominent person i muslimsk, arabisk, tyrkisk og kurdisk kultur. I 1193 døde han i Damaskus, hvor han er begravet i et mausoleum ved siden af Umayyade-moskéen.
I den vestlige verden har Saladin fået et udbredt ry som en ridderlig og generøs fyrste.

## Saladins eftermæle

### Vesten
Saladin forsvandt næsten fra historien efter Middelalderen, men blev skildret i et sympatisk skær i Gotthold Ephraim Lessings skuespil Nathan den vise (1779) og i Sir Walter Scotts roman Talismanen (1825). Nutidens syn på Saladin stammer især fra disse to litterære tekster. Scotts fremstilling af Saladin er blevet beskrevet som "en moderne [dvs. 1800-tals] liberal europæisk gentleman, i forhold til hvilken middelalderlige vesterlændinge altid ville have gjort et dårligt indtryk."

### Den muslimske verden
I 1898 besøgte den tyske kejser Wilhelm II Saladins grav for at vise sin respekt. Besøget førte i forbindelse med en generel anti-imperialistisk stemning nationalistiske arabere til at genopfinde Saladins image og fremstille ham som en helt i kampene mod Vesten. Den fremstilling af Saladin, de anvendte, var den heroiske figur, der var skabt af bl.a. Walter Scott. Det forandrede Saladins eftermæle fra en figur, der omtrent havde været glemt i den arabiske verden.
Selvom ajjubidedynastiet i Egypten, som Saladin grundlagde, kun eksisterede i 57 år efter hans død, er Saladins arv og eftermæle stadig en realitet i vore dage. Med opkomsten af den arabiske nationalisme i det 20. århundrede fik Saladins mod og lederskab ny betydning. Saladins generobring af Palæstina fra de europæiske korsfarere opfattedes som en stor inspiration for nutidens arabiske modstand mod zionismen. Desuden er prestigen og den forholdsvis samlede arabiske verden under Saladin blevet set som et perfekt symbol for den nye enhed, som nationalisterne som eksempelvis Gamal Abdel Nasser efterstræbte. Af denne årsag blev Saladins ørn symbol for det revolutionære Egypten, og blev senere overtaget som symbol af adskillige andre arabiske stater som Forenede Arabiske Emirater, Iraq, Libyen, Palæstina og Yemen.

## Film
Saladin har siden 1923 været en figur  i flere film, der foregår i middelalderen. Fra nyere tid kan nævnes: Kingdom of Heaven (2005), Arn: Tempelridderen (2007) og Arn: Riget ved vejens ende (2008).